# Psapharochrus nigromaculatus
Psapharochrus nigromaculatus là một loài bọ cánh cứng trong họ Cerambycidae.